# 范斯白

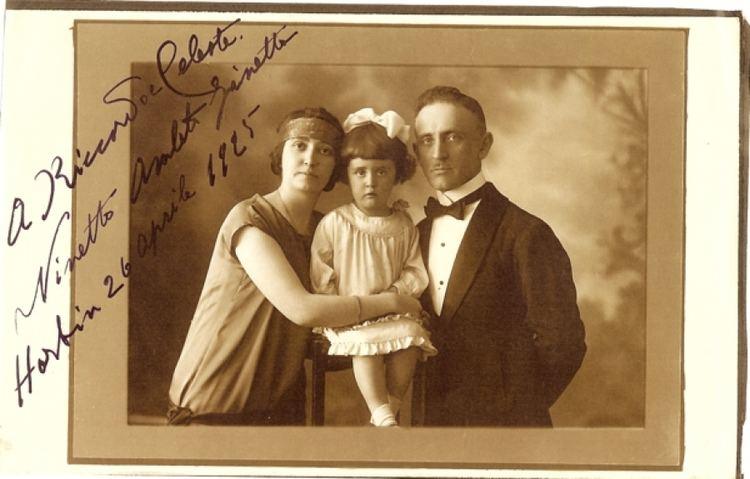
范斯白一家（摄于1925年）

范斯白，亦称万思白（Amleto Vespa，1884年4月10日—1943年），为意大利籍多重间谍，1922年至1940年在满洲工作，先是为当地军阀工作，后来为日本帝国工作。1936年他逃离满洲后，于1938年在伦敦出版《日本在华的间谍活动》一书，用相当激烈的语言，揭露日本在满洲国的种种丑闻。1940年他在上海被日本宪兵逮捕，于1941-1944年之间被杀。

## 生平
范斯白出生在意大利阿布鲁佐的拉奎拉，是家中五个孩子中最小的一个。父亲亚历山德罗·维斯帕是一名公务员，母亲吉内夫拉·康塞塔·德·切利斯是一名教师。 除了他在自传中所写的之外，人们对他的早年生活知之甚少。在自传里，他自称1888年出生于一个贫穷的农民家庭，1910年离开意大利农村，参加墨西哥革命，反对埃米利亚诺·萨帕塔，他还卷入了东欧多起政治阴谋，娶了一位波兰女伯爵。他还声称曾前往美国、澳大利亚、法属印度支那和蒙古。然而，他的意大利军队服役记录显示，他于1884年出生在拉奎拉，墨西哥档案中页没有意大利人参战的记载。 他写给他兄弟的信表明，他于1908年离开意大利前往旧金山，1911年，他前往海参崴，在那里加入了盟军远征军情报部门。
 他在海参崴遇到了他的妻子珍妮（尼娜），她是俄国贵族，1917年革命后和母亲逃离了那里。
1920年，范斯白夫妇越过中国边境，来到哈尔滨。他为东北军阀张作霖工作，直到1928年张作霖被暗杀。意大利驻天津领事对万思白发出了逮捕令和驱逐令，指控他为张走私武器和毒品。为了避免被逮捕和驱逐出境，他于1924年加入中国籍。
1931年九一八事变后，范斯白在被日本宪兵逮捕之前，逃离了哈尔滨。他的家人被抓住，直到范思白同意为满洲的日本新统治者工作后，家人才得以获释。

## “日本间谍”
1938年，范思白通过一名澳大利亚记者，出版了一本面向大众读者的耸人听闻的畅销书《日本在华的间谍活动》，记述他在满洲国的生活。他写道，1932年2月14日，他与哈尔滨特务机关长见面，这名身份不明的“皇子”已有50多岁（应为土肥原贤二，而非只有23岁的竹田恒德）。范思白写道，根据与这位日本上司的对话，日本人希望满洲国的殖民地在经济上自给自足。万思白受命编写有关哈尔滨犹太人富商、白俄以及其他中外居民的报告。他还受指示招募土匪，来破坏由苏联政府经营的中东铁路。 
范思白写道，日本人垄断经营赌博、卖淫和鸦片，用于支付征服中国的费用。仅在哈尔滨，范思白就列出172家妓院、56家鸦片烟馆、和194家出售毒品的商店。在满洲有五个不同的日本秘密组织，经常彼此不和，官员有时会为自己留下用于支付日本武器的钱。范思白向其他敲诈勒索者出售保护，并组织针对垄断对手的团伙袭击。
范思白提到，1932年后，罂粟种植面积迅速增加，从1937年起，鸦片以大日本帝国陆军军用物资的名义运往中国。在没有日本军队的地方，货物就运到日本领事馆。大日本帝国海军船只向中国沿海城镇运送毒品，日本巡逻艇在中国主要河流上也这样做。范思白认为这些毒品是用于挫败敌军的士气，削弱他们的战斗力。
范思白还写道，许多垄断事业授予了朝鲜人。这些垄断事业包括烟囱清洁工和供应满洲国国旗，都可以向当地居民勒索钱财。

### 卡斯佩绑架案
范思白的书还详细介绍了西蒙·卡斯佩绑架案。西蒙的父亲约瑟夫·卡斯佩是一位著名的犹太商人，拥有哈尔滨的主要酒店马迭尔宾馆。他的儿子西蒙是法国公民和钢琴家，1933年8月23日从巴黎回到哈尔滨时被绑架。直接动手的是一个白俄团伙。当外国外交压力迫使日本当局逮捕绑架者时，该团伙处死了西蒙·卡斯佩。当外国外交压力迫使日本当局逮捕绑架者时，该团伙处死了西蒙·卡斯佩。范思白叙述了1933年11月在哈尔滨郊外，发现的西蒙·卡斯佩的残肢尸体。范思白还记录了许多其他类似案件。

### 李顿调查团
范思白还写道，日本间谍接到指令，要在李顿调查团访问期间，阻止当地居民提交的投诉和请愿书送达。然而，尽管花了很多力气，调查团还是秘密会见许多人，收到许多反对日本当局的书面意见。

### 晚年
范思白的双重间谍身份暴露，于是在1936年设法逃往上海。1937年8月移居马尼拉。1938年，他的书《日本在华的间谍活动》在伦敦出版，销量极好，引起轰动。1939年4月，他以中国公民的身份，在香港和纽约之间旅行，取名为Dechellis Vespa，自称记者。1940年，他在上海被日本宪兵逮捕入狱，被指控为美国间谍，但作为意大利人，日本盟国的公民，他不能被判刑。1941年12月珍珠港事变后，他与家人的联系中断。, 
范思白育有一子一女，Italo和吉纳维夫。万思白失踪后，他们搬到美国。吉纳维夫加入国际联盟担任翻译，而他的儿子成为了一名航空工程师，彻底改变了他的身份。
战争结束后，吉纳维芙参观了意大利驻上海领事馆，看到文件，了解她父亲被日本人俘虏，把他带到台湾，然后在那里或者在菲律宾处死。然而，与大部分档案一起，这些文件不久后在大使馆内的一场神秘火灾中被销毁。